# Kommissarie Lewis
Kommissarie Lewis (originaltitel: Lewis, USA: Inspector Lewis), är en brittisk deckarserie som producerades av ITV 2006–2015. I Sverige har serien sänts på SVT, och sedermera på Kanal 9. Huvudrollen, kriminalpolisen Robert Lewis, spelas av Kevin Whately. Dennes chef, Jean Innocent, spelas av Rebecca Front och patolog vid Thames Valley Police, Dr Laura Hobson, spelas av Clare Holman. Handlingen är förlagd till Oxford. 
Kommissarie Lewis är en spinoff på den populära deckarserien Kommissarie Morse, där Lewis är assistent och kollega till Morse.

## Om serien
Pilotavsnittet av Kommissarie Lewis sändes i Storbritannien i januari 2006. Den togs mycket väl emot av en kritisk Morse-publik. Första avsnittet, som kallas Lewis: Reputation, hade tittarsiffror på över 11 miljoner, vilket gjorde den till den mest sedda dramaserien 2006. ITV spelade in tre avsnitt som sändes i Storbritannien i början av 2007. Dessa avsnitt hade höga tittarsiffror och det producerades ytterligare fyra avsnitt som sändes i början av 2008. Hösten 2008 spelades det in ytterligare fyra avsnitt som hade tv-premiär februari 2009. Femte säsongen sändes under april 2011 i Storbritannien, och visades i Sverige från och med den 14 maj 2011. Sjätte säsongen sändes under maj och juni 2012 i Storbritannien.

## Rollista i urval
- Kevin Whately - DI Robert Lewis
- Laurence Fox - DS James Hathaway
- Clare Holman - Dr Laura Hobson
- Rebecca Front - Chief Superintendent Innocent
- Angela Griffin - Detective Sergeant Elizabeth "Lizzie" Maddox (2014–2015)
- Steve Toussaint - Chief Superintendent Joseph Moody (2015)